# Rütschelen
Rütschelen est une commune suisse du canton de Berne, située dans l'arrondissement administratif de Haute-Argovie.

## Géographie
Rütschelen se trouve en Haute-Argovie, sur le Plateau suisse. La commune se trouve dans une vallée et est entourée de collines, excepté au nord. Le point culminant est le Dornegggütsch à 739 m. Les communes voisines sont Lotzwil, Madiswil, Ochlenberg et Bleienbach.

## Histoire
Rütschelen est mentionnée pour la première fois en 1273. Le lieu s'appelle alors Ruschole.